# Urviș de Beiuș, Bihor
Urviș de Beiuș este un sat în comuna Șoimi din județul Bihor, Crișana, România.

## Istoric
Satul este atestat documentar în anul 1474 ca reședință voievodală. În anul 1572 localitatea avea în jur de 60 case. Urviș de Beiuș face parte din comuna Șoimi, alături de satele Borz, Codru, Dumbrăvița de Codru, Poclușa de Beiuș, Sânnicolau de Beiuș si Ursad.

## Lăcașuri de cult
Biserica a fost construită pe locul unde, potrivit unei legende, ar fi fost ucisă o fetiță de către turci. Nu se cunoaste anul construcției acestei biserici. Populația localității este română, iar religia predominantă actuală este cea ortodoxă.

 Acest articol despre o localitate din județul Bihor este deocamdată un ciot. Puteți ajuta Wikipedia prin completarea lui.